# Offizieranwärter (Bundeswehr)

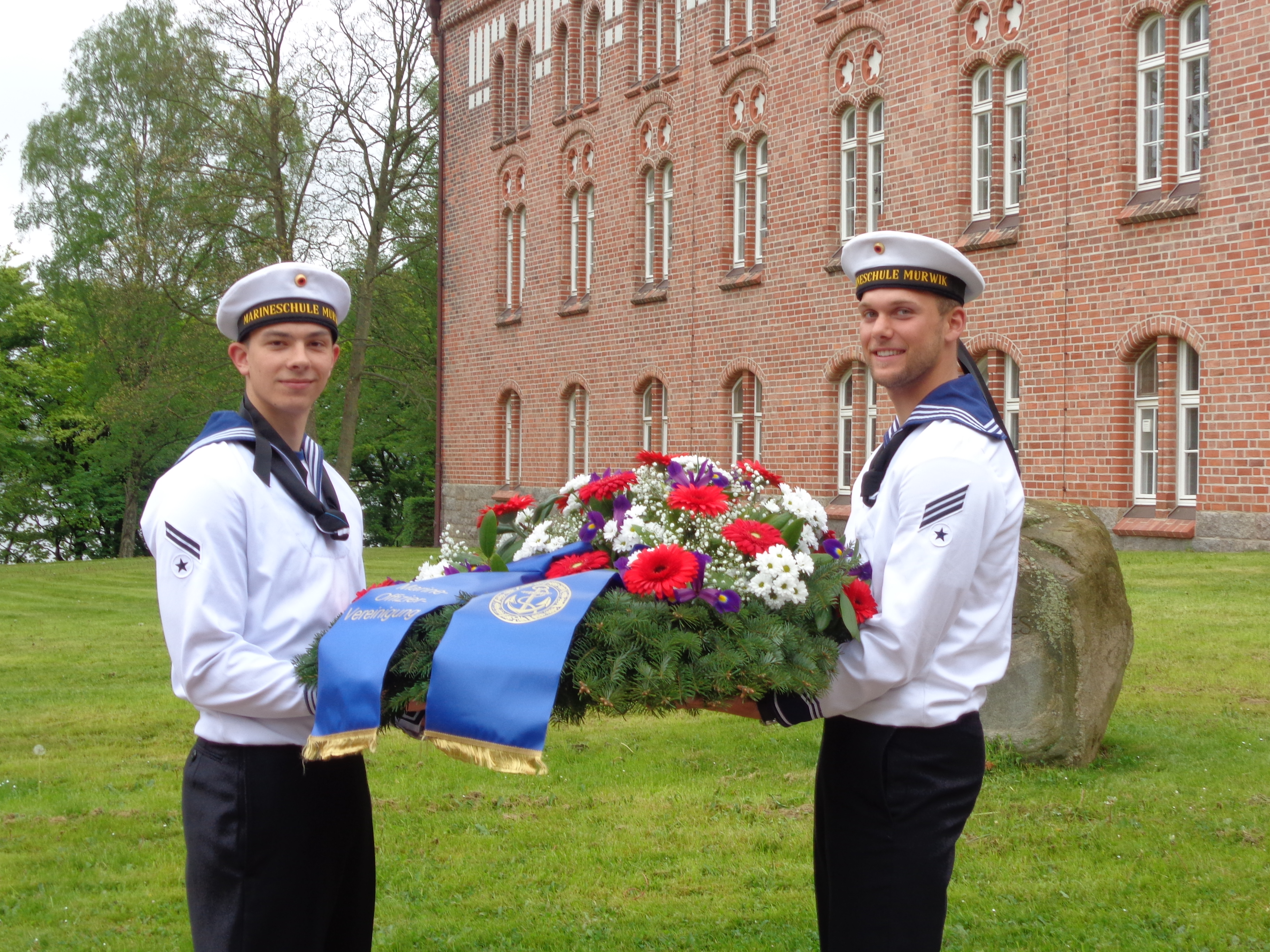
Ein Ober- und ein Hauptgefreiter OA an der Marineschule Mürwik

Offizieranwärter sind in Deutschland Soldaten der Bundeswehr in einer der Laufbahnen der Offiziere. Sie sind als Anwärter in der Ausbildung zum Offizier.

## Schreibweise
Wie häufig im militärischen Sprachgebrauch der Bundeswehr wird der Fugenlaut („Genitiv-s“ oder „Fugen-s“) formal nicht verwendet und die Schreibweise „Offizieranwärter“ der Schreibweise „Offiziersanwärter“ vorgezogen. In der zivilen Umgangssprache im gesamten deutschen Sprachraum, informell auch in den deutschen Streitkräften, ist die Nutzung des Fugen-s mittlerweile ebenso üblich wie dessen Nichtgebrauch. Laut Duden sind beide Formen zulässig.

## Definition
Offizieranwärter der Bundeswehr sind Soldaten auf Zeit oder Berufssoldaten, die einen in der Anordnung des Bundespräsidenten über die Dienstgradbezeichnungen und die Uniform der Soldaten definierten Dienstgrad der Mannschaften oder der Unteroffiziere führen und gemäß Soldatenlaufbahnverordnung in Verbindung mit der ehemaligen Zentralen Dienstvorschrift (ZDv) 20/7 einer der Laufbahnen der Offiziere des Truppendienstes oder des militärfachlichen Dienstes angehören. Reservisten in den entsprechenden Dienstgraden und Laufbahnen der Reserve werden als Reserveoffizier-Anwärter bezeichnet
Je nach Kontext umfasst die Bezeichnung Offizieranwärter auch entsprechende Reservisten. Im Sinne der Soldatenlaufbahnverordnung zählen angehende Offiziere in den Laufbahnen der Offiziere des Sanitätsdienstes  und des Militärmusikdienstes nicht zu den Offizieranwärtern, sondern werden als „Sanitätsoffizier-Anwärter“ und „Militärmusikoffizier-Anwärter“ bezeichnet. Da ihre Bezeichnung aber völlig analog ist und sie ebenfalls Anwärter auf einen Dienstgrad der Offiziere im Sinne der Anordnung des Bundespräsidenten sind, werden sie in der zivilen Umgangssprache und häufig informell auch innerhalb der Bundeswehr zu den Offizieranwärtern gezählt und fallen auch in amtlichen Dienstvorschriften und Verordnungen ohne weitere Differenzierung häufig in diese Gruppe.
Es handelt sich um eine laufbahnrechtliche Einstufung der Soldaten. Hinsichtlich Besoldung, Befehlsgewalt im Sinne der Vorgesetztenverordnung, der zulässigen und üblichen Dienststellungen usw. sind Offizieranwärter den entsprechenden Mannschaftsdienstgraden und Unteroffizieren ohne und mit Portepee (der entsprechenden Wehrdienstverhältnisse) gleichgestellt.

## Dienstgradbezeichnungen und Zusätze
Offizieranwärter tragen die gewöhnlichen Mannschaftsdienstgrade. Die Dienstgrade für Unteroffiziere werden nur teilweise unverändert geführt. Offizieranwärter in Heeres- oder Luftwaffenuniform führen statt der Dienstgrade Unteroffizier, Feldwebel und Hauptfeldwebel die Dienstgradbezeichnungen Fahnenjunker, Fähnrich und Oberfähnrich; bei Marineuniformträgern werden statt der Dienstgrade Maat, Bootsmann und Hauptbootsmann die Dienstgrade Seekadett, Fähnrich zur See und Oberfähnrich zur See geführt. Im Schriftverkehr führen Offizieranwärter hinter ihrer Dienstgradbezeichnung wo nötig die Zusätze „(Offizieranwärterin)“, „(Offizieranwärter)“ oder kurz „(OA)“ bzw. „(Reserveoffizier-Anwärterin)“, „(Reserveoffizier-Anwärter)“ oder kurz „(ROA)“. Bei den Dienstgraden Fahnenjunker, Fähnrich, Oberfähnrich, Seekadett, Fähnrich zur See und Oberfähnrich zur See wird auf die Dienstgradzusätze verzichtet, weil diese Dienstgrade nur von Offizieranwärtern getragen werden.
Abweichend von den Bestimmungen der Soldatenlaufbahnverordnung werden bei den Kurzbezeichnungen in der Praxis die Klammern häufig weggelassen.

## Jahrgänge
Die Offizieranwärter des Truppendienstes der Teilstreitkräfte Heer und Luftwaffe werden in Offizieranwärterjahrgänge (OAJ) zusammengefasst, die der Marine in Crews.
Der 1. OAJ des Heeres begann am 2. Januar 1956. Im April 1963 startete der 18. OAJ. Die OAJ des Heeres beginnen seit spätestens 2000 (70. OAJ) einmal jährlich Anfang Juli. Im Juli 2022 begann der 92. OAJ. Die Offizieranwärter des Truppendienstes des Heers wählen für ihren Jahrgang an der Offizierschule des Heeres eine historische Persönlichkeit im Einklang mit dem Traditionserlass als Namensgeber ihres Jahrgangs. Der Jahrgangsname des 71. OAJ ist Claus Schenk Graf von Stauffenberg, des 74. OAJ Friedrich Wilhelm von Seydlitz, des 83. OAJ Johann Friedrich Adolf von der Marwitz und des 84. OAJ Erwin von Witzleben.
Die Bezeichnung der Crews der Marine richtet sich nach dem Einstellungsmonat als römische Zahl und dem Jahr  (bis 1999 zweistellig, danach vierstellig) als arabische Zahl (Beispiel: Crew VII/2022). Seit 1974 beginnt die Ausbildung der Offizieranwärter des Truppendienstes der Marine im Juli. Die Offizieranwärter des Militärfachlichen Dienstes beginnen ihre Ausbildung im Januar, die Reserveoffizieranwärter im Januar.

## Zulassung

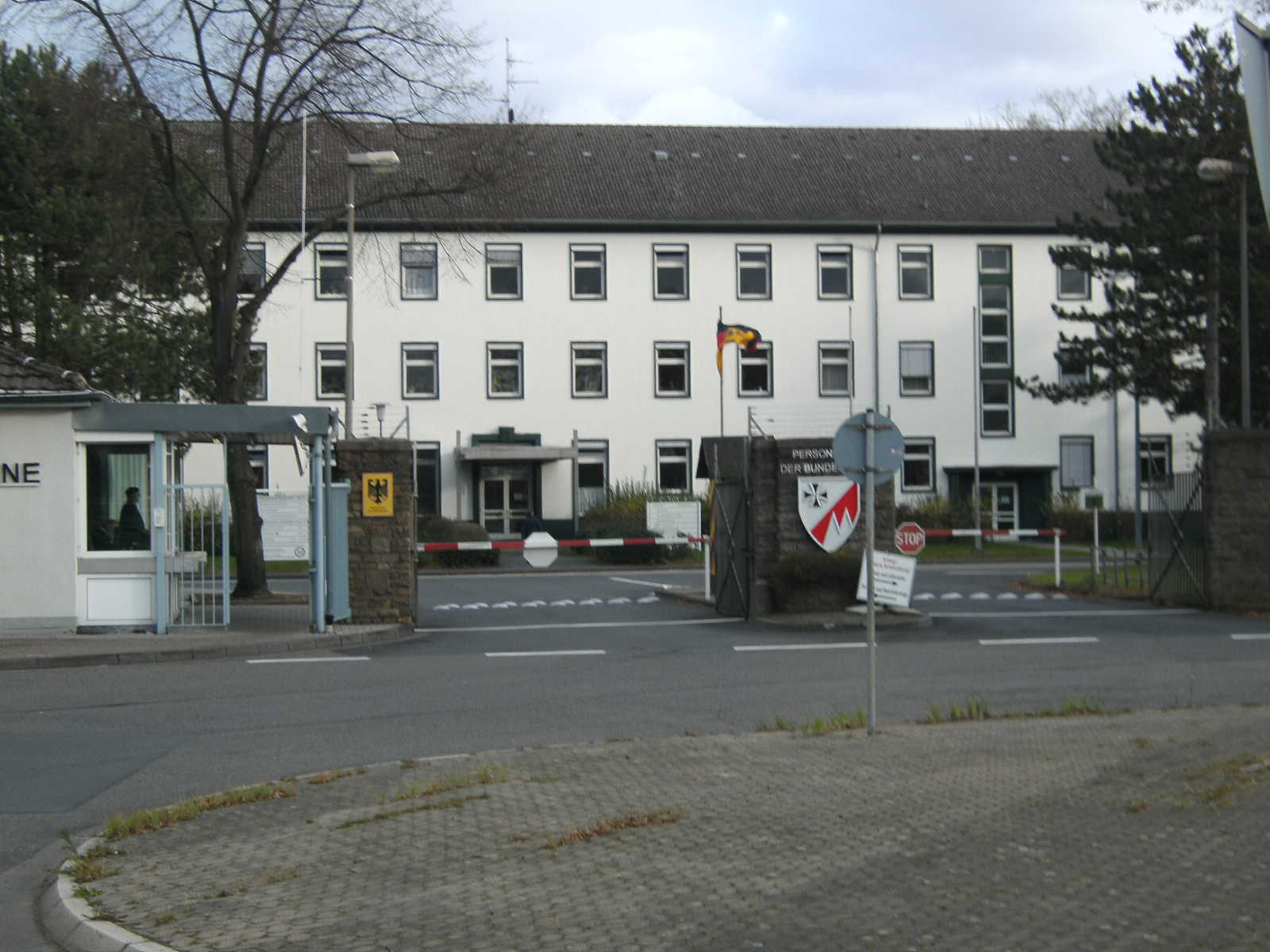
Gereon-Kaserne in Köln: Standort des Assessmentcenter für Führungskräfte der Bundeswehr

Maßgebliche gesetzliche Grundlagen für die Zulassung zu einer der Laufbahnen trifft die Soldatenlaufbahnverordnung (SLV) und ergänzend die ehemalige Zentrale Dienstvorschrift (ZDv) 20/7.

### Zulassung zur Laufbahn der Offiziere des Truppendienstes
Als Offizieranwärter für die Laufbahnen der Offiziere des Truppendienstes kann eingestellt werden, wer zwischen 17 und 29 Jahre alt ist und mindestens einen Realschulabschluss hat. Die Auswahl erfolgt am Assessmentcenter für Führungskräfte der Bundeswehr. Daneben können Unteroffiziere mit Portepee aller Laufbahnen unabhängig von schulischer Vorbildung und Alter in eine der Laufbahnen der Offiziere des Truppendienstes wechseln, wenn sie an einem Auswahllehrgang erfolgreich teilgenommen haben; kein Auswahllehrgang ist für eine Einstellung als Reserveoffizier-Anwärter im Truppendienst nötig.
Ein kleiner Teil der Offizieranwärter (etwa 1 bis 2 % je Jahrgang) wird direkt als Berufsoffizieranwärter (BOA) eingestellt. Die Auswahl erfolgt nach den Ergebnissen am Assessmentcenter für Führungskräfte der Bundeswehr. Voraussetzung ist die allgemeine Hochschulreife, die fachgebundenen Hochschulreife, die Fachhochschulreife oder Gleichwertiges. Nach Beförderung zum Leutnant und Ablauf einer vierjährigen Verpflichtungszeit erfolgt die Übernahme in das Dienstverhältnis des Berufssoldaten.

### Zulassung zur Laufbahn der Offiziere des militärfachlichen Dienstes
Die Zulassung zu einer der Laufbahnen der Offiziere des militärfachlichen Dienstes kann nur für Unteroffiziere erfolgen. Wie für die entsprechende Laufbahnen des Truppendienstes ist die Mittlere Reife nötig. In der Regel werden nur Dienstgrade ab Feldwebel zugelassen; im Flugsicherungskontrolldienst und im fliegerischen Dienst können abweichend auch Unteroffiziere und Stabsunteroffiziere zugelassen werden, wenn sie einen verwendungsbezogenen Eignungsnachweis erbringen.

## Dienstgradabfolge

### Dienstgradabfolge der Offizieranwärter im Truppendienst
Während ihrer Ausbildung durchlaufen die Offizieranwärter nacheinander die Mannschafts- und Unteroffizierdienstgrade in den in der Soldatenlaufbahnverordnung vorgesehenen Fristen und der dort vorgesehenen Dienstgradreihenfolge niedrigster Dienstgrad-Gefreiter-Obergefreiter-Fahnenjunker (bzw. Seekadett)-Fähnrich (Fähnrich zur See)-Oberfähnrich (Oberfähnrich zur See). Die Beförderung zum Leutnant oder Leutnant zur See erfolgt dann in der Regel nach einer Dienstzeit von 36 Monaten.
Bei einem Laufbahnwechsel wird der bisherige Dienstgrad meist fortgeführt; nur die Dienstgrade Unteroffizier (bzw. Maat), Feldwebel (Bootsmann) und Hauptfeldwebel (Hauptbootsmann) werden mit dem Laufbahnwechsel in die entsprechenden Dienstgrade für Offizieranwärter überführt. Die Fristen seit Eintritt in die Laufbahn für die Beförderung in den nächsthöheren für Offizieranwärter vorgesehenen Dienstgrad werden auf Grundlage der im bisherigen Dienstgrad geleisteten Dienstzeit unter Berücksichtigung der in der Soldatenlaufbahnverordnung genannten Fristen gegebenenfalls um bis zu ein Jahr verkürzt. Die Laufbahn wird dann in der Regel in der oben geschilderten Dienstgradabfolge fortgesetzt. Stabsfeldwebel (OA) (bzw. Stabsbootsleute (OA)) und Oberstabsfeldwebel (OA) (Oberstabsbootsleute (OA)) werden entsprechend mit Ende der Ausbildung zum Offizier zum Leutnant (Leutnant zur See) ernannt.
Die Beförderung zum Fahnenjunker setzt beim Heer den erfolgreich absolvierten Offizieranwärterlehrgang (vgl. unten), die Beförderung zum Fähnrich entsprechend den Offizierlehrgang 1 (vgl. unten) de facto voraus.

### Dienstgradabfolge der Offizieranwärter im militärfachlichen Dienst
Offizieranwärter im militärfachlichen Dienst durchlaufen die Dienstgrade in der Reihenfolge wie alle anderen Offizieranwärter, wechseln jedoch meist erst in einem Dienstgrad für Unteroffiziere mit Portepee in die Laufbahn. Sie werden hinsichtlich der Dienstgrade behandelt wie Laufbahnwechsler im Truppendienst: Sie führen also ihren bisherigen Dienstgrad zunächst fort; nur die Dienstgrade Unteroffizier (bzw. Maat), Feldwebel (Bootsmann) und Hauptfeldwebel (Hauptbootsmann) werden mit dem Laufbahnwechsel in die entsprechenden Dienstgrade für Offizieranwärter überführt. Stabsfeldwebel (OA) (bzw. Stabsbootsleute (OA)) und Oberstabsfeldwebel (OA) (Oberstabsbootsleute (OA)) werden entsprechend mit Ende der Ausbildung zum Offizier zum Leutnant (Leutnant zur See) ernannt. Vor Ernennung zum Offizier müssen Offizieranwärter eine Offizierprüfung mit Erfolg ablegen. Die Beförderung zum Leutnant erfolgt in der Regel 36 Monate nach Wechsel in eine Laufbahn für Offiziere des militärfachlichen Dienstes, kann aber abhängig vom Einstellungsdienstgrad aufgrund der vor dem Laufbahnwechsel in der Bundeswehr gedienten Zeit um bis zu 18 Monate verkürzt werden.

## Ausbildung
Die Ausbildung zum Offizier dauert mindestens drei Jahre, kann aber um bis achtzehn Monate nach Anrechnung bereits geleisteter Dienstzeiten vor Eintritt in die Laufbahn verkürzt werden. Offizieranwärter haben vor Ernennung zum Offizier eine Offizierprüfung mit Erfolg abzulegen. Nach der Soldatenlaufbahnverordnung endet die Ausbildung in den Laufbahnen des Truppendienstes und des militärfachlichen Dienstes mit der Beförderung zum Leutnant bzw. Leutnant zur See. Faktisch endet die Ausbildung erst im Dienstgrad Leutnant oder Oberleutnant; vorher durchlaufen die Offizieranwärter in der Regel verschiedene zivile oder militärische Ausbildungsabschnitte und werden häufig erst im Dienstgrad Oberleutnant dauerhaft in der Truppe eingesetzt.

### Ausbildung in den Laufbahnen des Truppendienstes

#### Ausbildung in den Laufbahnen des Truppendienstes im Heer

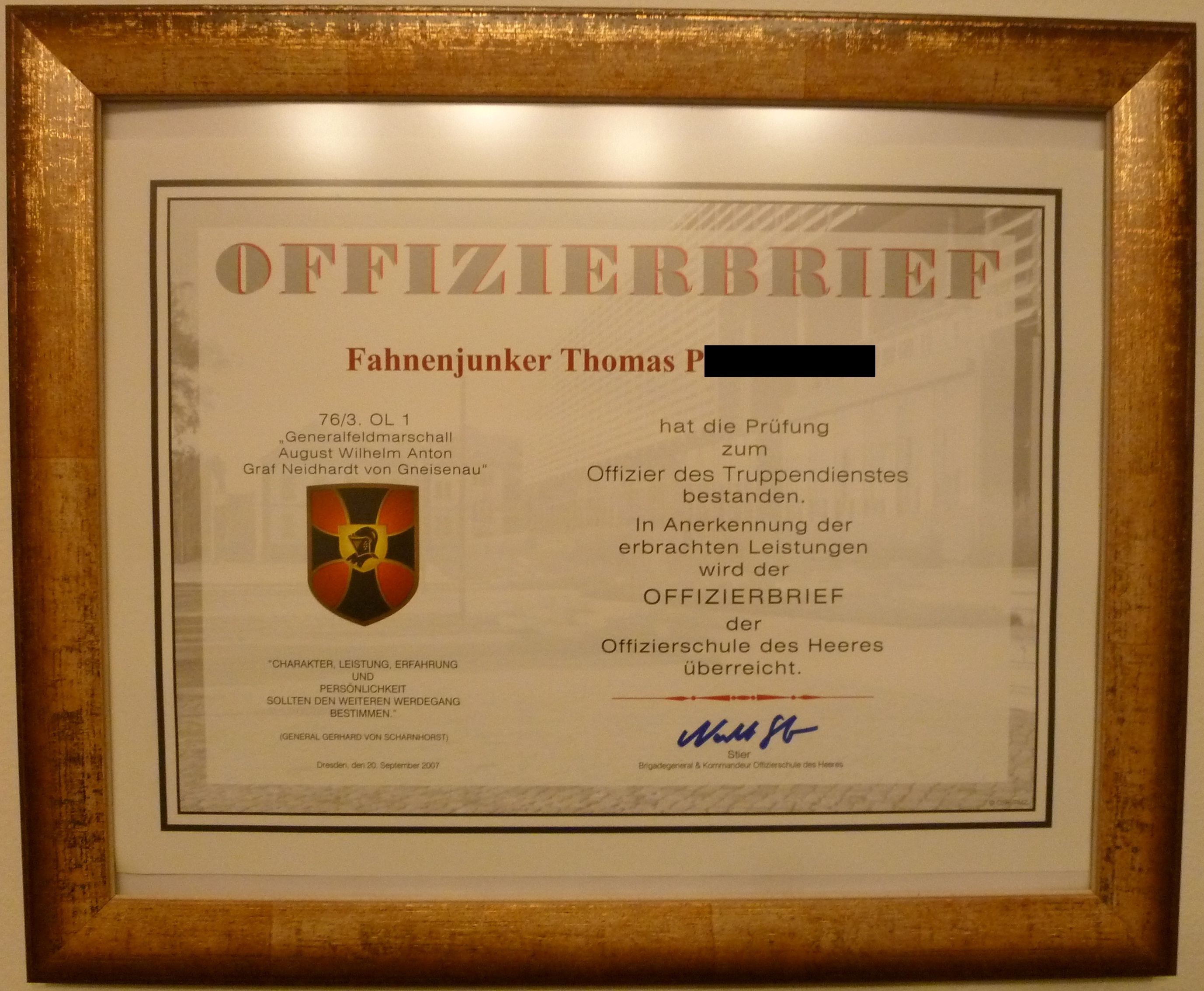
Offizierbrief der Offizierschule des Heeres eines Absolventen des OL1

Die Ausbildung in den Laufbahnen des Truppendienstes im Heer erfolgt zunächst in einem Grundausbildungszug der jeweiligen Truppengattung. Darauf folgt die dreimonatige Spezialgrundausbildung und das Ablegen von nötigen Zusatzqualifikationen (Führerscheine, Sprengschein etc.). Anschließend folgt die Sprachausbildung an der Offizierschule des Heeres in Dresden und der Fahnenjunkerlehrgang an einer der Truppenschulen, an denen die Offizieranwärter ihren Offizierbrief erhalten. Im Regelfall folgt danach das Studium an einer Universität der Bundeswehr. Bereits im Dienstgrad Leutnant oder Oberleutnant folgen nach dem Studium der „Offizierlehrgang 2“ an der Offizierschule des Heeres und der „Offizierlehrgang 3“ an der Truppenschule der jeweiligen Truppengattung, sowie noch erforderliche Führerscheinlehrgänge, Einzelkämpferlehrgänge oder der Lehrgang „Überleben im Einsatz“.

#### Ausbildung in den Laufbahnen des Truppendienstes in Marine und Luftwaffe

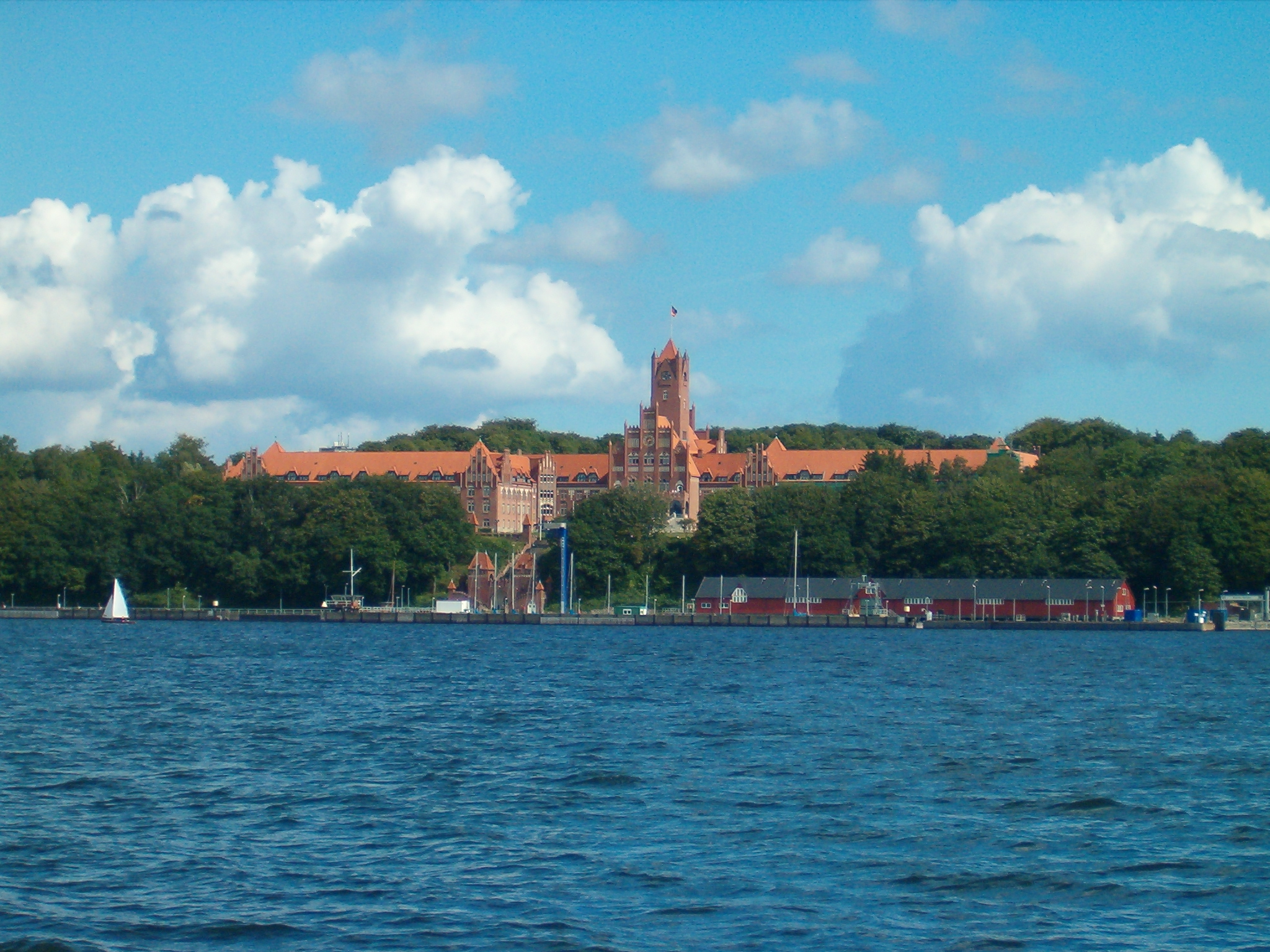
Marineschule Mürwik von der Förde aus gesehen

Bei Marine und Luftwaffe erfolgt die Beförderung der Truppendienstoffizieranwärter zum Seekadetten bzw. Fahnenjunker mit erfolgreichem Abschluss des Offizierlehrgangs Teil I/II (für die Marine an der Marineschule Mürwik in Flensburg-Mürwik und für die Luftwaffe an der Offizierschule der Luftwaffe in Fürstenfeldbruck) nach zwölf Monaten. Danach folgt gemeinsam mit den Heeresuniformträgern in der Regel das Studium an einer der Universitäten der Bundeswehr. Auch bei Luftwaffe und Marine wird die vollständige Ausbildung zum Offizier erst durch eine an das Studium anschließende Offizierweiterbildung (Führungstraining/Offizierlehrgang Teil III), häufig bereits im Dienstgrad Leutnant oder Oberleutnant, abgeschlossen.

### Ausbildung in den Laufbahnen des militärfachlichen Dienstes
Offizieranwärter in den Laufbahnen des militärfachlichen Dienstes werden dezentral ausgebildet. Da die Offizieranwärter erhebliche Vorbildung haben, entfallen viele für die anderen Offizieranwärter nötigen Ausbildungsabschnitte. Offizieranwärter durchlaufen den Offizieranwärterlehrgang Teil 1 und Teil 2. Nach dem Offizieranwärterlehrgang Teil 1 und Teil 2 muss an einer der Offizierschulen der viermonatige „Offizierlehrgang Militärischer Fachdienst“ erfolgreich besucht werden. Danach folgt, häufig bereits im Dienstgrad Leutnant, die abschließende Fachausbildung (im Heer beispielsweise an den jeweiligen Truppenschule). Ein Beispiel ist die Hubschrauberführergrundausbildung für angehende Hubschrauberpiloten.

## Dienstgradabzeichen und Uniform
Offizieranwärter tragen im Grunde bis auf wenige Ausnahmen (siehe unten) dieselben Dienstgradabzeichen wie alle anderen Mannschaften und Unteroffiziere ohne und mit Portepee. Offizieranwärter in Heeres- und Luftwaffenuniform kennzeichnet meist eine auf alle Schulterklappen aufgezogene silberfarbene Kordel aus Metallgespinst in Form einer Überziehschlaufe. Ein fünfzackiger Stern an Stelle der Verwendungsabzeichen in derselben Farbe und Ausführung wie die Dienstgradabzeichen kennzeichnet als Laufbahnabzeichen die Laufbahnzugehörigkeit entsprechender Marineuniformträger. Soldaten im niedrigsten Dienstgrad tragen entsprechende Überziehschlaufen und Sterne gegebenenfalls auf sonst leeren Schulterklappen, Aufschiebeschlaufen oder Ärmeln. Fahnenjunker, Fähnriche, Seekadetten, und Fähnriche zur See tragen die gleichen Dienstgradabzeichen wie Unteroffiziere, Feldwebel, Maate und Bootsleute. Besonderheiten weisen nur die Oberfähnriche und Oberfähnriche zur See auf. Diese beiden tragen bereits die Uniformen der Offiziere. Die Schulterklappe des Dienstanzugs für Oberfähnriche ist daher nicht mit einer umlaufenden Tresse wie bei anderen Unteroffizieren mit Portepee umrandet, sondern stattdessen wie bei Offizieren silbern paspeliert, so dass die Überziehschlaufe entfallen kann. Oberfähnriche zur See tragen analog eine Tresse am Unterärmel bzw. auf ihren Schulterklappen in Art der Offiziere (statt Kopfwinkel nach Art der Hauptbootsleute); im Gegensatz zu den Aufschiebeschlaufen für Heeres- und Luftwaffenuniformträgern sind auch die Aufschiebeschlaufen der Oberfähnriche zur See gleichartig gestaltet und gleichen dementsprechend nicht den Aufschiebeschlaufen für Hauptbootsleute.
Die silberne Kordel auf den Schulterklappen, findet sich beim Dienstanzug in der Variante für Heeres- und Luftwaffenuniformträger als Kragen- und Schulterklappenpaspelierung wieder; beim Gesellschaftsanzug entsprechender Gruppen als Schulterklappenpaspelierung. Da Oberfähnriche und Oberfähnriche zur See als besonderes Privileg bereits die Uniform der Offiziere tragen, tragen sie entsprechend auch die Schirmmütze der Offiziere der Dienstgradgruppe der Leutnante.

Jäger OA (Feldanzug Heeresuniformträger)
Ärmelabzeichen Gefreiter OA (Dienstanzug Marineuniformträger)
Schulterklappe Fahnenjunker (Dienstanzug Heeresuniformträger)
Ärmelabzeichen Seekadett (Dienstanzug Marineuniformträger)
Schulterklappe Oberfähnrich (Dienstanzug Luftwaffenuniformträger) (Grundform der Schulterklappe wie Offiziere)
Aufschiebeschlaufe Oberfähnrich (Feldanzug Luftwaffenuniformträger) (Grundform wie Hauptfeldwebel)
Schulterklappe Oberfähnrich zur See (entspricht Form der Schulterklappen für Offiziere)

## Geschichte der Laufbahnen der Offiziere des militärfachlichen Dienstes

### Einführung der Laufbahnen
Die Laufbahn der Offiziere des militärfachlichen Dienstes wurde am 28. August 1968 von der Bundesregierung beschlossen. Ziel war es, geeigneten Unteroffizieren mit Portepee einen Aufstieg zum Offizier zu ermöglichen.

### Laufbahnwechsel der Stabs- und Oberstabsfeldwebel
Ab 1969 bekamen alle vorhandenen Stabs- und Oberstabsfeldwebel (damals besoldet mit Besoldungsgruppe A 9 bis A 10) das Angebot, in die Laufbahn der Offiziere des militärfachlichen Dienstes zu wechseln. Bei Bewerbern ohne Mittlere Reife wurde übergangsweise die bereits vor der Beförderung zum Stabsfeldwebel durchgeführte Bildungsprüfung durch einen Offizier seiner Einheit als hinreichende Bildungsvoraussetzung anerkannt. Ferner wurde die Ausbildung zum (Ober-)Stabsfeldwebel in Verbindung mit der langjährigen Dienstzeit angerechnet, so dass nur noch eine verkürzte (zwei- bis dreiwöchige) Offizierausbildung an einer Offizierschule durchlaufen werden musste. Nach Beendigung der Offizierausbildung wurden die Stabsfeldwebel zu Leutnanten und Oberstabsfeldwebel zu Oberleutnanten ernannt. Dieser für die ersten Anwärter vergleichsweise mühelose Weg, Offizier zu werden, wurde von den anderen Offizieren mit Argwohn betrachtet. Es war auch von „substanziellen Mängeln“ bei den Offizieren des militärfachlichen Dienstes die Rede. Zeitweise drohte eine Spaltung des Offizierkorps.
Ziel der Personalführung war auch der allmähliche Auslauf der Dienstgrade Stabs- und Oberstabsfeldwebel. Es gab seltene Einzelfälle, in denen der Oberstabsfeldwebel, ein damals seltener Dienstgrad, die Übernahme in die Laufbahn der Offiziere des militärfachlichen Dienstes ablehnte und den höchsten Unteroffizierdienstgrad behielt. Ein geflügeltes Wort lautete: „Lieber der König der Ärsche als der Arsch der Könige.“ Kommandeure sollen auf diese „Verweigerer“ einwirken, um die „Laufbahnbereinigung“ erreichen zu können. Nach Einführung der Laufbahn der Offiziere des militärfachlichen Dienstes wurden Beförderungen zum Stabs- und Oberstabsfeldwebel zunächst nicht mehr durchgeführt. Als später wieder Beförderungen zum Oberstabsfeldwebel erfolgten, wurde dieser nur noch mit A 9 mit Amtszulage besoldet.

### Laufbahnwechsel sonstiger Unteroffiziere
Ab Anfang der 1970er Jahre konnten sich für die Laufbahn der Offiziere des militärfachlichen Dienstes Stabsunteroffizier, Feldwebel, Oberfeldwebel und Hauptfeldwebel bewerben. Voraussetzung war ein zweiwöchiger Auswahllehrgang an der Truppenschule der jeweiligen Teilstreitkraft bestehen (Beispiel: Unteroffizierschule der Luftwaffe in Iserlohn). Abweichend vom heutigen Verfahren wurde ausschließlich die Eignung zum Offizier des militärfachlichen Dienstes geprüft. Das Bestehen des Auswahllehrgangs war ungewöhnlich schwierig. Nur drei bis fünf Prozent bestanden ihn; auch bewährte und leistungsstarke Feldwebel fielen reihenweise durch. Dies erzeugte Unruhe in der Truppe und Kritik am Auswahlverfahren. Aufgrund von Gerichtsurteilen musste der Dienstherr alle Hinweise aus den Personalakten entfernen, die im Zusammenhang mit erfolglos versuchten Laufbahnwechseln standen.
Weil Anzahl der Geeigneten zu gering war, um die personelle Auffüllung der Laufbahn zu erreichen, wurde eine vorbereitende Ausbildung für den Auswahllehrgang eingeführt. Soldaten, die den Auswahllehrgang nicht bestanden hatten, verzichteten in aller Regel auf die Wiederholung des Lehrgangs, obwohl dies möglich gewesen wäre. Auffällig war, dass Wiederholer überraschend gute Ergebnisse erzielten. Dies führte zunächst zu einer Bevorzugung dieser Wiederholer bei den auf den Noten basierenden Zulassungen zur Laufbahn der Offiziere des militärfachlichen Dienstes. Nach Beschwerden der Erstbesteher wurde von der Personalführung das faire Gleichgewicht wiederhergestellt. Die Unteroffiziere, die den Auswahllehrgang bestanden hatten, konnten auf Staatskosten nachträglich die Mittlere Reife als Bildungsvoraussetzung für die Zulassung zur Laufbahn der Offiziere des militärfachlichen Dienstes an einer Bundeswehrfachschule binnen drei Halbjahren erwerben. Die Dauer konnte auf ein Jahr verkürzt werden, wenn ein Eignungstest bestanden wurde, auf den man sich per Fernkurs vor Beginn der Ausbildung vorbereiten konnte.
Am Tag der Zulassung zur Laufbahn der Offiziere des militärfachlichen Dienstes wurden die Feldwebel (Besoldungsgruppe A 7) zu Fähnrichen (A 7), die Oberfeldwebel (A 8) und die Hauptfeldwebel (A 8 m. A.) zu Oberfähnrichen (A 8 m. A.) ernannt bzw. befördert. Dabei kam es zu einer seltenen Kuriosität: Während die neu beförderten Oberfähnriche nun eine Offiziersuniform tragen durften, traf dies auf einen Hauptfeldwebel, der bereits vor seiner Zulassung zur Laufbahn der Offiziere des militärfachlichen Dienstes nicht mehr nach der Besoldungsgruppe A 8 m. A., sondern auf herausgehobenem Dienstposten nach der Besoldungsgruppe A 9 besoldet wurde, nicht zu, denn er konnte nicht zum Oberfähnrich mit der niedrigeren Besoldungsgruppe (A 8 m. A.) ernannt werden, sondern wurde stattdessen zum Hauptfeldwebel (OA) ernannt. Es blieb bei ihm also zunächst bei der Uniform der Unteroffiziere mit Portepee.

## Vergleichbare Gruppen anderer Streitkräfte
Viele andere Streitkräfte kennen einen ähnlichen Status für angehende Offiziere. Gemäß NATO-Rangcode sind alle Soldaten mit dem Rangcode „OF-D“ mit den Offizieranwärtern der Bundeswehr vergleichbar.